# Valse hanenkam
De valse hanenkam (Hygrophoropsis aurantiaca) behoort tot de orde Boletales. Hij kreeg zijn naam vanwege de verwarring met de hanenkam.

## Kenmerken

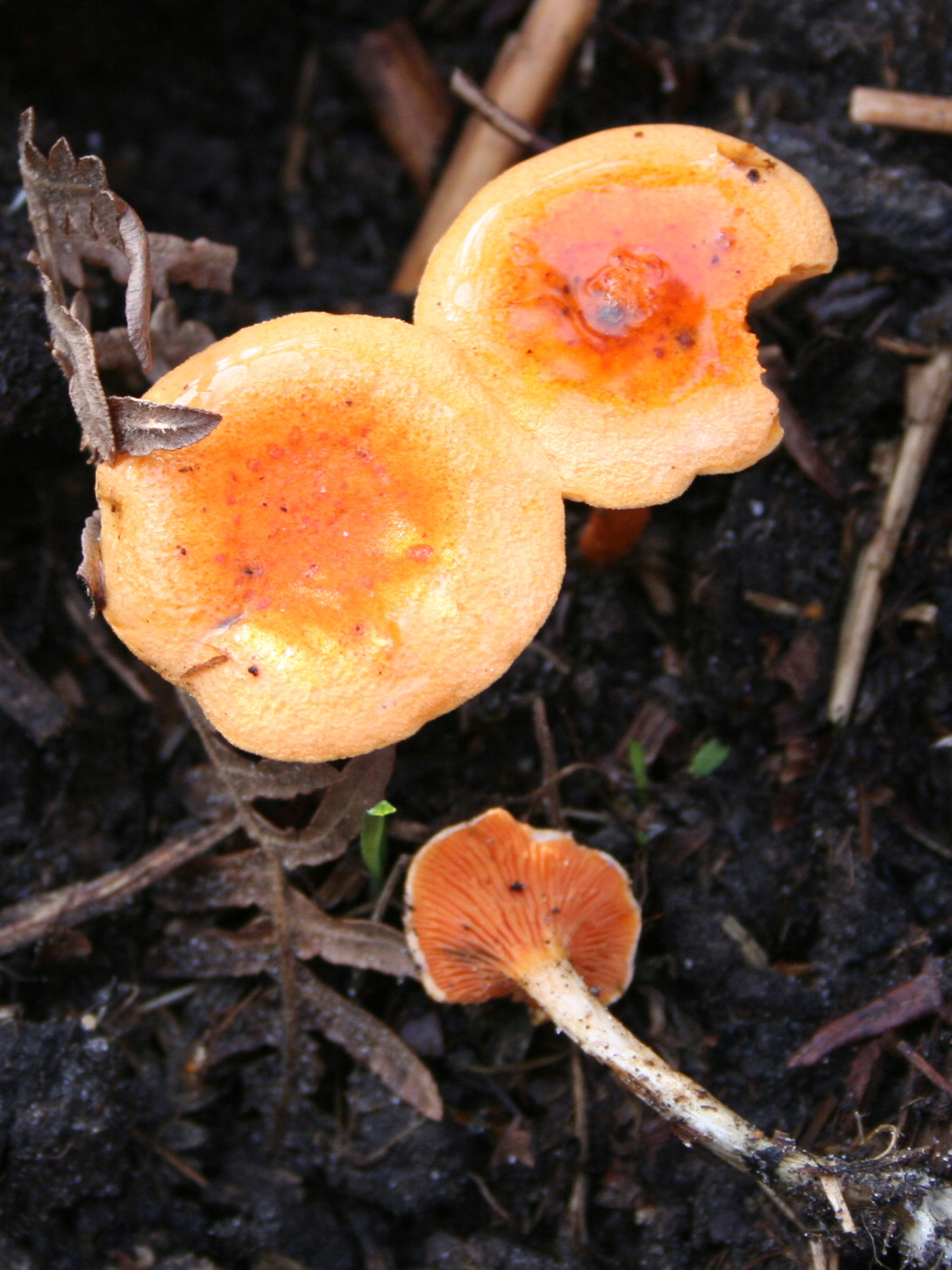

De hoed is 2 tot 6 centimeter breed en heeft een lichtgele tot oranje kleur, het oppervlak is droog en voelt viltig aan. De lamellen zijn geel tot oranje gekleurd en gevorkt. Ze lopen vanaf de steel en zijn meerdere malen gevorkt. De steel heeft ongeveer dezelfde kleur als de hoed en is gedeeltelijk buigzaam. Het vruchtvlees is relatief zacht.
De sporen zijn wit, glad en hebben een grootte van 5,5 tot 7 × 3,5 tot 4,5  micrometer.

## Verspreiding
De valse hanenkam kan worden gevonden van (soms augustus) september tot in november in naaldbossen, waar hij als saprofyt op de grond leeft, maar ook op dood hout groeit.
De valse hanenkam komt voor in Noord-Amerika en Europa.

## Toxicologie
De valse hanenkam is eetbaar, maar heeft weinig voedingswaarde. Bij gevoelige mensen en grote hoeveelheden kan de paddenstoel een opgeblazen gevoel en diarree veroorzaken. De oorzaak hiervan is tot op heden onbekend.

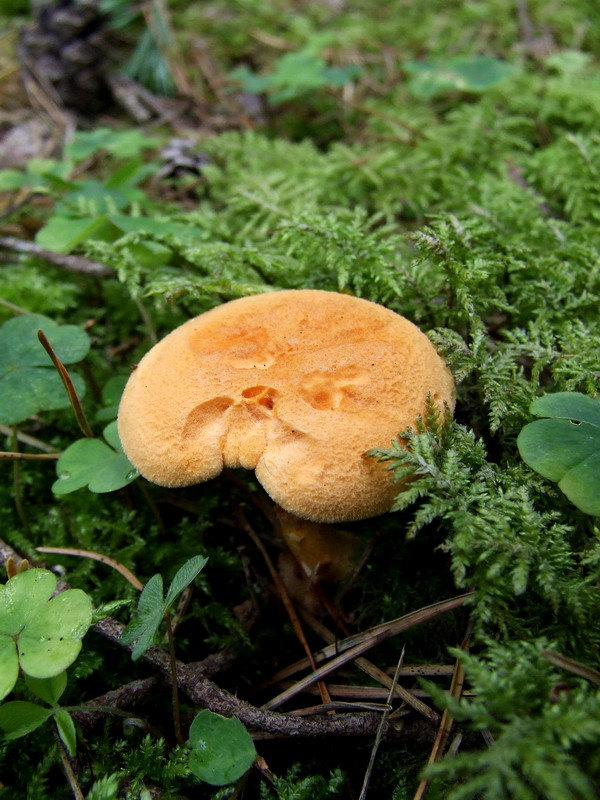
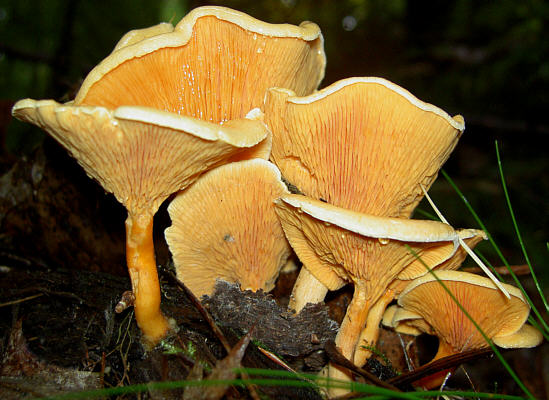
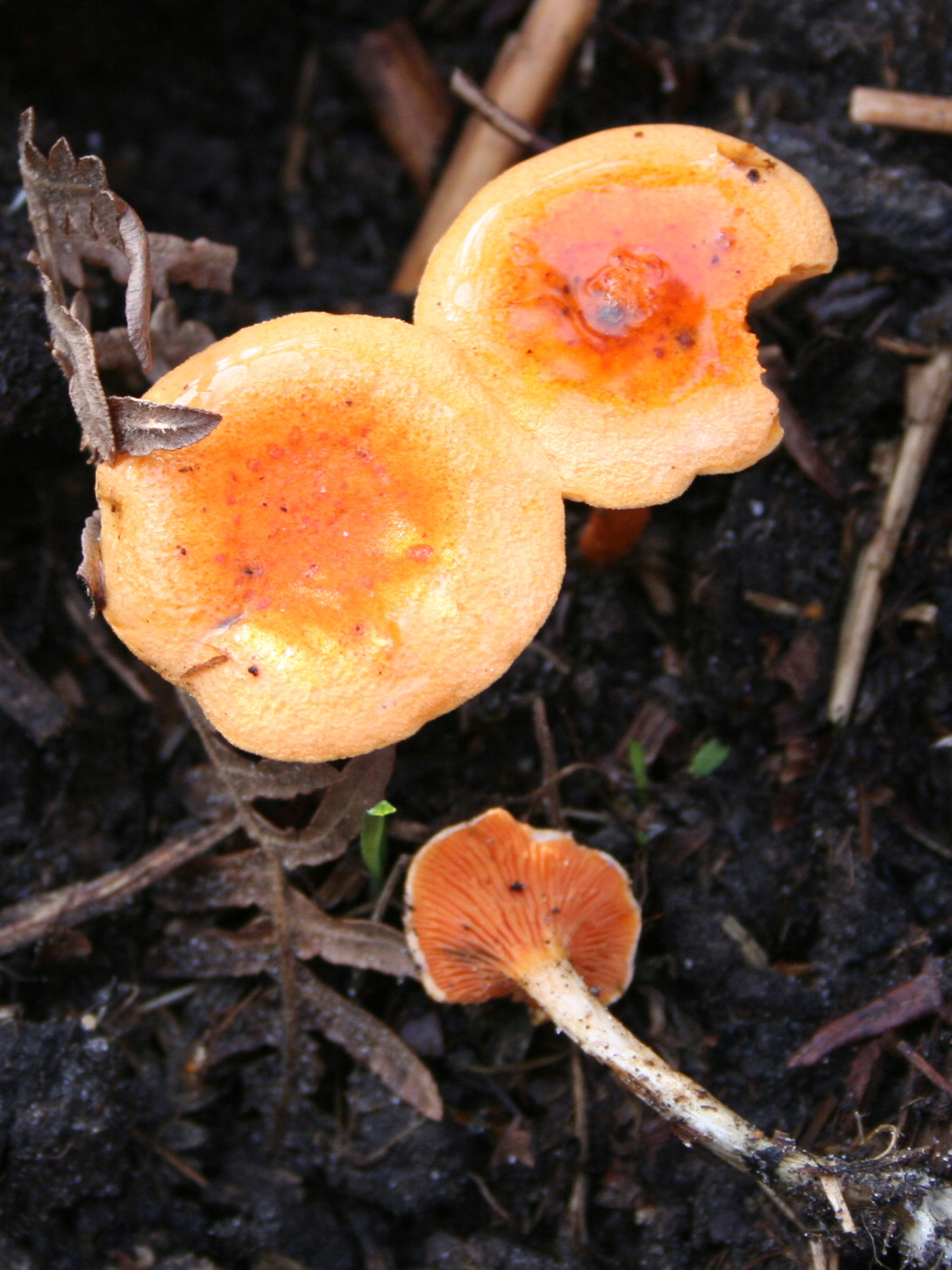
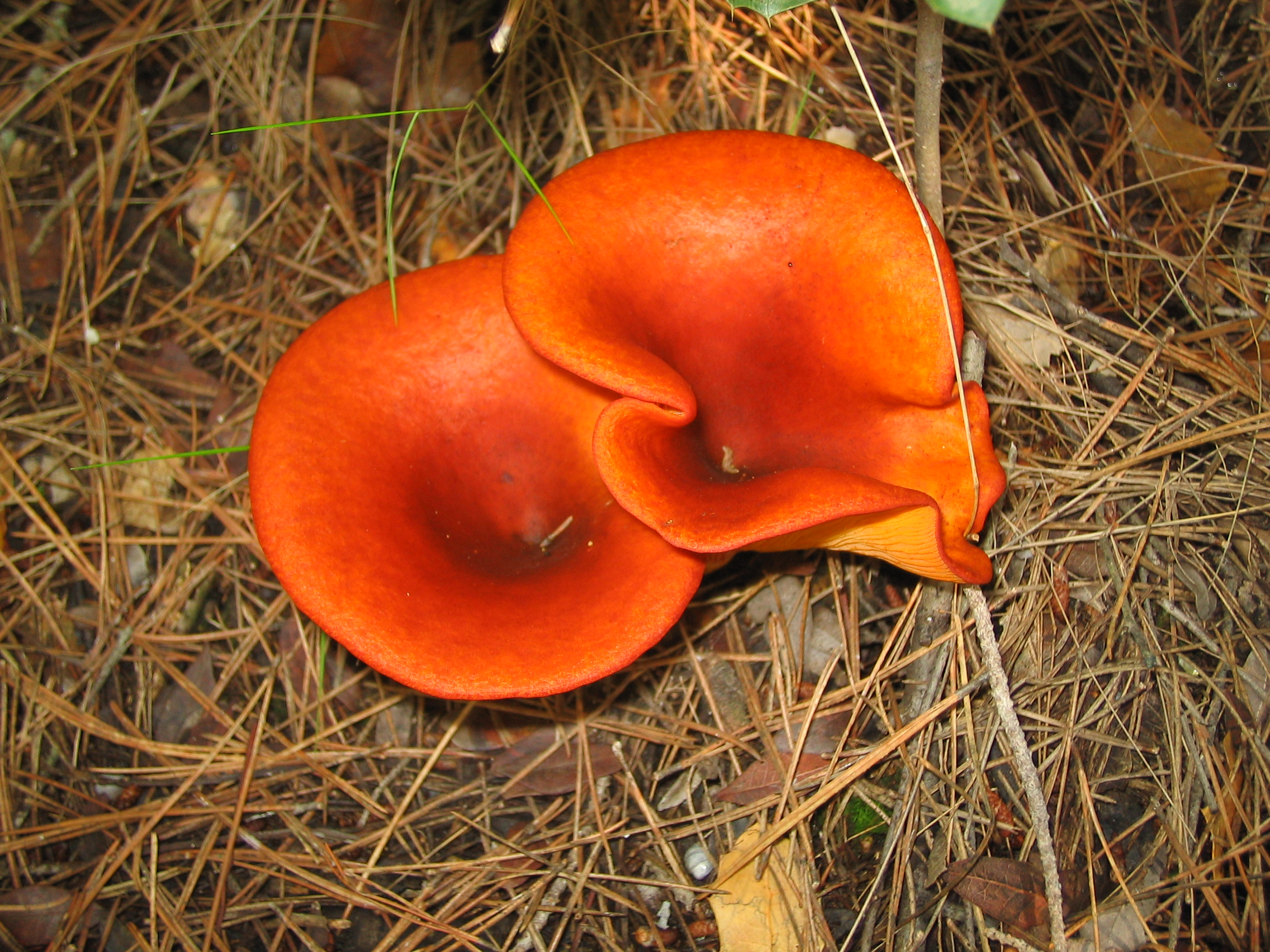
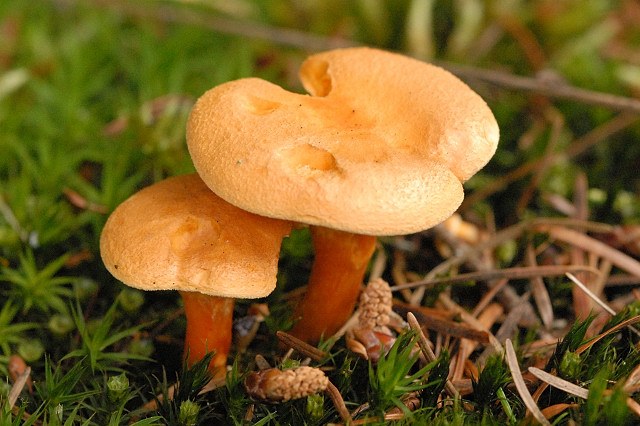
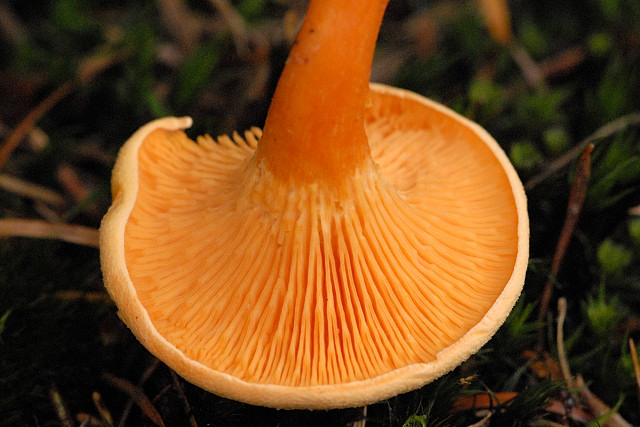
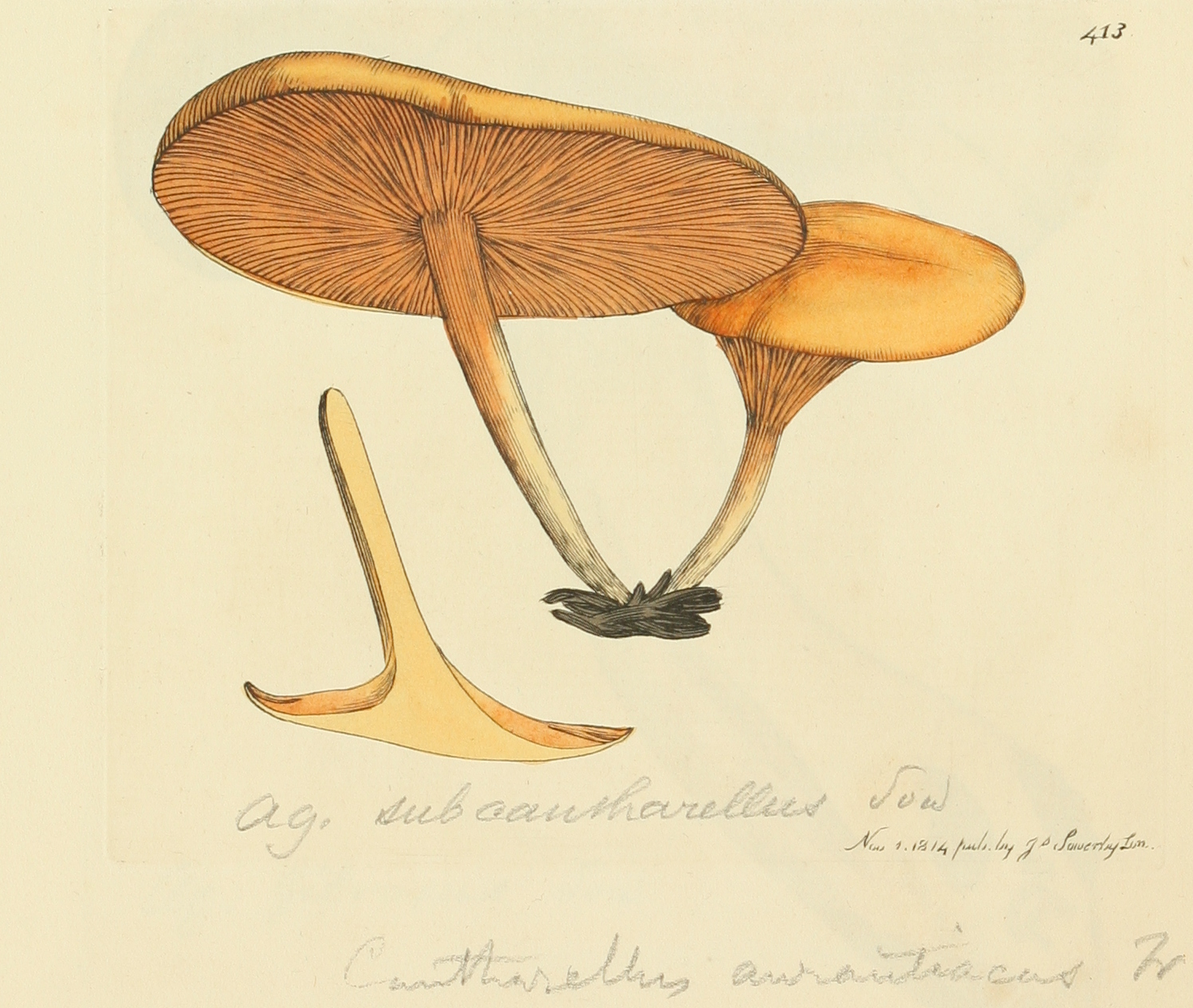